# Motor Oil Hellas
Motor Oil (Hellas), Corinth Refineries S.A. (en griego: Μότορ Όιλ (Ελλάς) Διυλιστήρια Κορίνθου Α.Ε.) es una empresa con sede en Grecia centrada en el refino de petróleo. La compañía es el segundo mayor refinador en el país por detrás de Hellenic Petroleum. Su sede se encuentra en Maroussi, un suburbio de Atenas. La firma opera la Refinería de Corinto en Corinto; también posee la cadena Avin de gasolineras.
El mayor accionista de Motor Oil es Motor Oil Holdings S.A., un holding de la familia Vardinogiannis.